# Dyfed Regio
La Dyfed Regio è una struttura geologica della superficie di Europa.